# Cho Man-sik
Cho Man-sik (em coreano:  조만식, pseudônimo Kodang; 1 de fevereiro de 1883 — 15 de outubro de 1950) foi um ativista nacionalista do Movimento de Independência da Coreia. Participou da disputa pelo poder que ocorreu na Coreia do Norte nos meses seguintes à rendição japonesa após a Segunda Guerra Mundial. Originalmente, Cho tinha o apoio da União Soviética para um eventual governo da Coreia do Norte, no entanto, devido à sua oposição à política de tutela, Cho perdeu tal apoio e foi forçado pelos Comunistas do Norte apoiados pelos Soviéticos a deixar o poder. Foi colocado em prisão domiciliar em janeiro de 1946, desapareceu mais tarde e acredita-se que tenha sido executado no sistema penitenciário norte-coreano logo após o início da Guerra da Coreia.

## Vida
Cho nasceu em Kangso, província de Pyongan Sul, hoje parte da Coreia do Norte, em 1 de fevereiro de 1883. Foi criado e educado no estilo confucionista tradicional mas depois converteu-se ao protestantismo e se tornou ancião. De junho de 1908 a 1913, Cho mudou-se para o Japão para estudar direito na Universidade Meiji, em Tóquio. Foi durante sua estada em Tóquio que Cho entrou em contato com as ideias de não violência e autossuficiência de Gandhi. Cho mais tarde usou essas ideias de oposição não violenta para resistir ao domínio japonês.

## Movimento de independência
Após a anexação da Coreia pelo Japão em 1910, Cho tornou-se cada vez mais envolvido com o movimento de independência de seu país. Sua participação no Movimento 1º de Março levou-o à prisão e detenção, junto com dezenas de milhares de outros coreanos. Ele também é famoso por rejeitar publicamente a política do governo imperial japonês de pressionar os coreanos a mudar legalmente seus sobrenomes para japoneses. Em 1922, Cho estabeleceu a Sociedade de Promoção de Produtos Coreanos com o objetivo de alcançar a autossuficiência econômica e garantir que os coreanos pudessem obter apenas produtos produzidos nacionalmente. Cho pretendia que a Sociedade fosse um movimento nacional apoiado por todas as organizações religiosas e grupos sociais, particularmente coreanos comuns. Devido à Sociedade de Promoção de Produtos Coreanos, sua forte resistência não violenta e à sua liderança pelo exemplo, e não pela autoridade política ou social, Cho ganhou respeito até dos críticos e ganhou o título de "Gandhi da Coreia". Apesar disso, seu incentivo ao alistamento de estudantes coreanos no exército japonês lhe rendeu uma reputação contraditória com alguns de seus colegas nacionalistas.

## Ativismo pós-Segunda Guerra Mundial
Em agosto de 1945, com a rendição japonesa iminente, Cho foi abordado pelo governador japonês de Pyongyang e solicitado a organizar um comitê para assumir o controle e manter a estabilidade no vácuo de poder que inevitavelmente se seguiria. Ele concordou em cooperar e, em 17 de agosto de 1945, formou o Comitê Popular Provisório para as Cinco Províncias. O comitê atuou para padronizar o número de membros, deveres e processos eleitorais para a formação de Comitês Populares nos níveis de província, cidade, país, município e vila. Cho também afiliou esse comitê ao Comitê para a Preparação da Independência da Coreia (CPIC). O Comitê Popular Provisório para as Cinco Províncias era composto majoritariamente por nacionalistas de direita opostos ao comunismo.
Quando as forças Soviéticas chegaram em Pyongyang após a rendição Japonesa, eles esperavam poder influenciar Cho Man-sik. Cho era, nessa época, o líder mais popular em Pyongyang devido principalmente à sua constante resistência aos japoneses e à formação da Sociedade de Promoção de Produtos Coreanos. Oficiais soviéticos se reuniam regularmente com Cho e tentavam convencê-lo a chefiar o emergente governo da Coreia do Norte. Cho, no entanto, não gostava do comunismo e não confiava em potências estrangeiras. Cho Man-sik teria concordado em cooperar com as autoridades soviéticas apenas em seus próprios termos, como ampla autonomia. As condições de Cho não foram aceitas pelos líderes soviéticos, e apesar de ter rejeitado os pedidos soviéticos, ele conseguiu permanecer como presidente do Comitê Popular de Pyongan Sul.
Em 3 de novembro de 1945, Cho também estabeleceu seu próprio partido político: o Partido Democrata da Coreia. No início, o objetivo era transformar o partido em uma autêntica organização política nacionalista de direita, com o objetivo de estabelecer uma sociedade democrática após a ocupação japonesa. Os soviéticos, no entanto, não aprovaram o Partido Democrata da Coreia e, portanto, sob pressão socialista, Choi Yong-kun foi eleito o primeiro vice-presidente do partido. Choi Yong-kun era um soldado guerrilheiro que serviu na 88ª brigada da União Soviética e era amigo de Kim Il-sung. O partido foi, portanto, influenciado pelos ideais Soviéticos desde o início.
A fé Soviética de que Cho Man-sik poderia se tornar um líder norte-coreano com os ideais Soviéticos diminuiu e uma nova esperança foi colocada no comunista coreano Kim Il-sung. Kim Il-sung treinou no Exército Soviético por dez anos, alcançando o posto de major. Sob pressão soviética, Cho foi obrigado a reorganizar o Comitê Popular Provisório para as Cinco Províncias e aceitar mais comunistas nos conselhos. As ideologias opostas de Kim e Cho levaram a um conflito entre os dois, e o compartilhamento forçado de poder não se encaixou bem com nenhum deles.
A Conferência de Moscou de 1945, realizada pelos Aliados, buscou discutir a situação da Coreia, propondo uma administração tutelada por quatro poderes durante um período de cinco anos, após o qual a Coreia se tornaria um estado independente. Para Cho, isso resultaria em influência estrangeira excessiva, e particularmente comunista, sobre seu país, o que levou-o a recusar a cooperar com tal acordo. Em 1 de janeiro de 1946, o líder soviético Andrey Alekseyevich Romanenko reuniu-se com Cho e tentou convencê-lo a assinar um termo de apoio à tutela, mas Cho recusou-se a assinar o apoio. Depois que os líderes soviéticos perceberam que não podiam convencer Cho a endossar a administração soviética, eles perderam toda a esperança remanescente de Cho se tornar um proeminente líder norte-coreano refletindo os ideais soviéticos. Em 5 de janeiro, Cho foi preso por soldados soviéticos e detido no Hotel Koryo em Pyongyang .
Cho foi mantido em condições confortáveis no Koryo Hotel durante algum tempo, de onde sua posição continuou a ser a oposição aos comunistas. Participou da eleição para a vice-presidência de 1948, mas nessa época a influência comunista nos assuntos do país era muito forte e não teve sucesso, recebendo apenas 10 votos da Assembleia Nacional. Cho foi posteriormente transferido para uma prisão em Pyongyang, onde os relatórios confirmados sobre ele acabam. Acredita-se que ele tenha sido executado juntamente com outros presos políticos durante os primeiros dias da Guerra da Coreia, possivelmente em outubro de 1950. A remoção de Cho abriu caminho para Kim Il-sung consolidar seu poder no Norte, uma posição que ele foi capaz de manter por 48 anos até sua morte em 1994.

## Legado
Em 1970, as ações de Cho ganharam reconhecimento póstumo quando o governo Sul-coreano lhe concedeu a Ordem da República da Coreia na Ordem de Mérito da Fundação Nacional. O estilo do taekwondo Ko-Dang foi nomeado em homenagem a Cho Man-sik.